# Соска

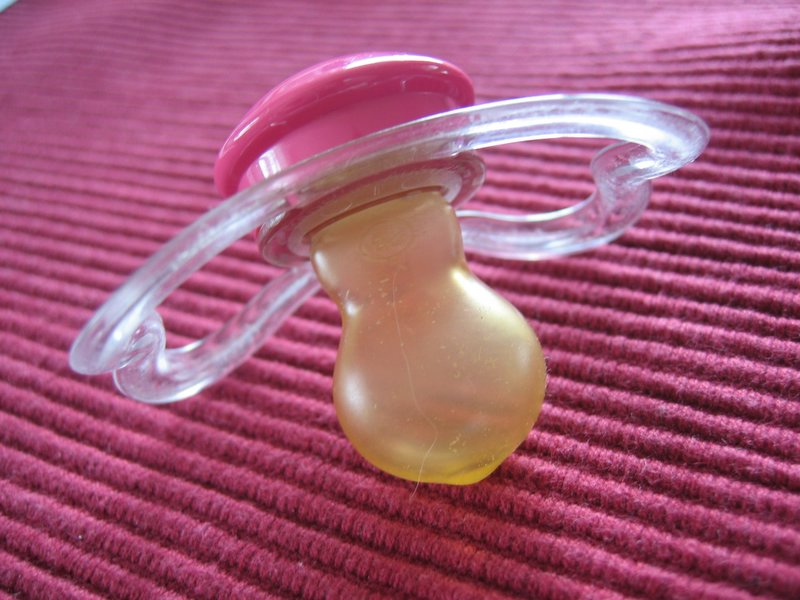
Соска

Со́ска, пустушка[джерело?], дурник[джерело?], смочо́к[джерело?], пи́пка — призначена для задоволення потреби немовляти в смоктанні. У сучасному вигляді вона складається з трьох частин: гумовий або силіконовий сосок, насадка і ручка.
У широкому сенсі слово «соска» позначає будь-який предмет, що імітує сосок і призначений для задоволення смоктального рефлексу та/або годування (наприклад, м'яку частину пляшечки для годування).

## Історія

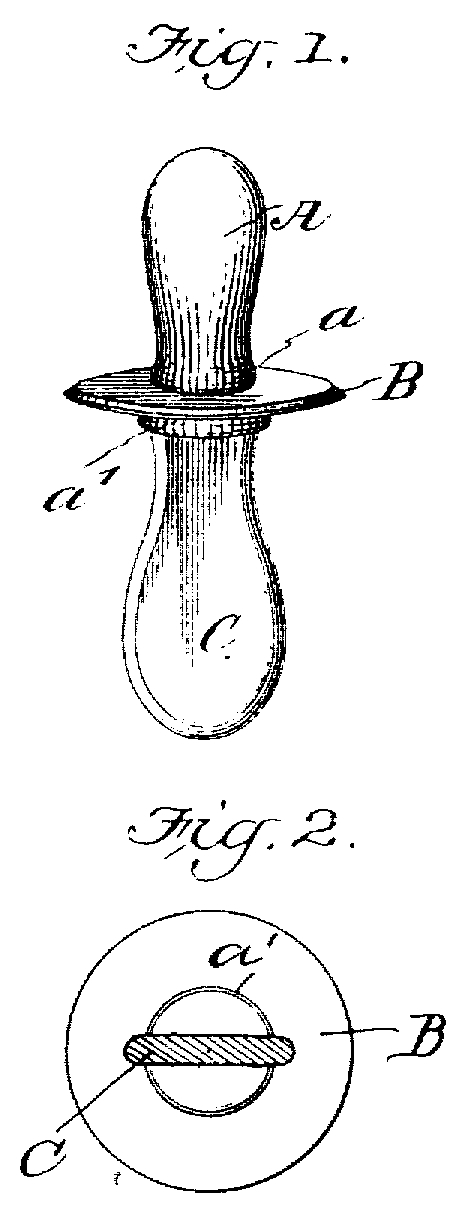
Соска, 1900 р

Стародавні соски являли собою шматочок шкіри тварини. В Україні замість соски використовували «куклу» — загорнений у ганчірку жований хліб. Соски з'явилися в сучасній формі близько 1900 року, коли вперше були запатентовані в США як «baby comforter».

## Проблеми використання
- Соски заважають грудному вигодовуванню, особливо якщо були введені протягом перших 6 тижнів.
- Можуть викликати неправильне формування прикусу, що, своєю чергою, може призвести до логопедичних проблем, неправильної роботи шлунково-кишкового тракту, хронічного хропіння[5]